# Calla (genre)
Pour les articles homonymes, voir Calla.
Genre
Classification phylogénétique
Calla est un genre de plantes herbacées pérennes aquatiques de la famille des Araceae. Ce genre ne doit pas être confondu avec les callas (ancienne dénomination du genre Zantedeschia).

## Caractéristiques
Plante herbacée de milieux humides à rhizomes horizontaux. Les nombreuses feuilles apparaissent généralement avant les fleurs. Elles sont pétiolées et disposées le long du rhizome ou rassemblées en rosette terminale. Le pétiole est 1,5 à 2 fois aussi long que le limbe. Les feuilles sont vertes, simples, non peltées, de forme ovale à arrondie. La base de la feuille est parfois cordée. L'apex de la feuille est courtement acuminé. Les nervures sont parallèles.
L'inflorescence est portée sur un pédoncule aussi long que les pétioles des feuilles. Elle se compose d'une spathe blanche à base souvent verdâtre. La spathe n'englobe pas le spadice (comme c'est le cas chez l'arisème petit-prêcheur). Le spadice cylindrique, plus court que la spathe, est composé de fleurs bisexuées apérianthées. Parfois, les fleurs supérieures sont staminées seulement. Le fruit est rouge et contient entre 4 et 9 semences (jusqu'à 11) enrobées de mucilage.

## Taxonomie et classification
Le genre Calla ne contient qu'une seule espèce à distribution circumboréale :
- Calla palustris L. - Calla des marais

## Écologie
Les callas affectionnent les zones marécageuses, les marais et les tourbières.
Le genre est présent dans tout le Québec et on le rencontre aussi en France.

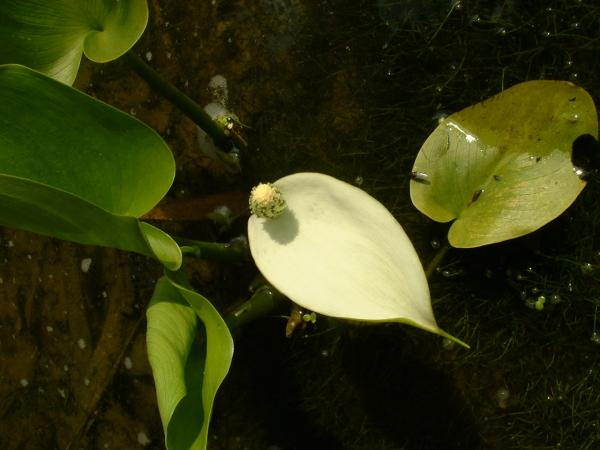
Calla des marais.

## Aspects culturels et historiques
Le mot Calla serait tiré du grec kalos, qui veut dire beau.

## Espèces
Selon GBIF (18 février 2025) :
- Calla aethiopica Gaertn.
- Calla occulta G. Lodd., (1817)
- Calla ovatofolia Gilib., (1792)
- Calla palutris L.
- Calla pentandi